# Gliese 205
Désignations
Gliese 205 ou HD 36395 est une naine rouge de la constellation d'Orion située à 18,60 années-lumière de la Terre. Sa magnitude apparente est de 7,97.

## Caractéristiques
Gliese 205 est une étoile proche possédant un mouvement propre élevé de 2,23 seconde d'arc par an et elle s'éloigne du Système solaire à une vitesse radiale de +8,2 km/s. C'est une naine rouge de type spectral M1,5Ve et d'une température de surface de 3 770 K. Elle est aussi très riche en métaux, sa métallicité étant de [M/H] = +1,0 et son rapport fer/hydrogène étant de [Fe/H] = +0,6. Elle est l'étoile avec la plus grande métallicité du catalogue de Cayrel de Strobel. Son rayon est de 0,56 rayon solaire et sa masse est de 0,55 masse solaire, mais sa luminosité ne vaut que 6 % celle du Soleil.

## Recherche de planètes
En 2019, deux exoplanètes candidates ont été identifiés par la méthode des vitesses radiales, toutes deux étant de possibles planètes de type Neptune avec des périodes orbitales de 17 et 270 jours. Cependant, cette étude est restée à l'état de prépublication, n'ayant jamais été publiée dans une revue pratiquant l'évaluation par les pairs. Une étude détaillée de l'étoile parue en 2023 n'a pas permis de détecter la présence de planètes en orbite, mais a déterminé une période de rotation stellaire de 34,4 jours.